# Parola riservata
In un linguaggio di programmazione sono dette parole riservate (in inglese reserved words) le parole che non possono essere usate come identificatori.

## Concetto
Il concetto di parola riservata (che è meramente sintattico) è collegato al concetto semantico di parola chiave (keyword), che indica una parola la quale individua un costrutto nella sintassi del linguaggio.

## Nei linguaggi di programmazione
Nei vari linguaggi di programmazione l'insieme delle parole chiave e quello delle parole riservate hanno spesso molti termini in comune, ma non sono necessariamente sovrapposti. Ad esempio, in Fortran le parole chiave non sono riservate, viceversa in Java le parole goto e const sono riservate ma non sono keyword, in quanto non hanno nessun significato nel linguaggio.